# ديفيد وليامز (لاعب هوكي جليد)
ديفيد وليامز (بالإنجليزية: David Williams)‏ هو لاعب هوكي جليد أمريكي، ولد في 25 أغسطس 1967 في بلينفيلد في الولايات المتحدة.

## وصلات خارجية
- دايفيد وليامز على موقع دوري الهوكي الوطني (الإنجليزية)
- دايفيد وليامز على موقع قاعة مشاهير الهوكي (لاعب أن.إتش.أل) (الإنجليزية)
- دايفيد وليامز على موقع EliteProspects.com (الإنجليزية)
- دايفيد وليامز على موقع HockeyDB.com (الإنجليزية)
- دايفيد وليامز على موقع Hockey-Reference.com (الإنجليزية)